# Деспотіко
Деспотіко (грец. Δεσποτικό) — маленький незаселений Грецький острів в Егейському морі. Знаходиться на південний захід від острова Антипарос у складі архіпелагу Кіклади.
Розташований за 700 м на південний захід від острова Антипарос. Деспотіко знаходиться у самому центрі Кіклад і в ясну погоду можна побачити навколишні острови Антипарос, Сірос, Серіфос, Сіфнос, Кімолос, Фолегандрос, Сікінос та Іос (в порядку проти годинникової стрілки). На даний час до острова можна дістатися лише човнами
з острова Антипарос. Човни відходять з головного села Антипаросу або від Агіос-Георгіос (південний захід острова), що прямо навпроти Деспотіко. Зазвичай вони прибувають на південну частину острова, де знаходиться великий піщаний пляж.
Протока, що відділяє Деспотіко від Антипароса має мінімальну глибину 1 м, посередині знаходиться проміжний острівець Коімітірі. Така крайня поверховість протоки передбачає, що існував зв'язок між Антипаросом та Деспотіко в колишні часи. Показники попередніх рівнів моря показують археологічні знахідки, що знайдені в затоці Деспотіко.

## Природа
Через низьку та непостійну відвідуваність острова та з помірним тиском на пасовища, дуже добре збереглися деякі природні місця, що є типовими для центральних Кіклад. Тому Деспотіко, сусідній острівець Стронгілі та південна частина Антипароса обрані для проекту Natura 2000, що є частиною мережі особливо охоронюваних територій в Європейському Союзі. Великі площі вкриті гаригами. Постійним жителем морської акваторії є тюлень-монах звичайний. Наявність водоростей посидонії на морському дні дає можливість для існування різноманітних видів флори та фауни.

## Геологія
Перші геологічні дослідження острова проводив Карл Густав Фідлер у 1841 році, але знадобився час аж до 1963 року щоб скласти першу геологічну карту. 
Найпоширенішими породами на острові є гнейс, сланці, мармур та амфіболіт.